# Ferri (Río Negro)
Ferri es un localidad argentina ubicada en el norte del municipio de Cipolletti, en el departamento General Roca de la Provincia de Río Negro

## Geografía física
Está ubicada en la Patagonia extraandina, región natural caracterizada por un relieve de mesetas y clima árido. A escala de microrregión, forma parte del Alto Valle del río Negro, caracterizado por una densidad de población relativamente alta para la Patagonia y una economía históricamente caracterizada por la fruticultura bajo riego. Se ubica en el valle del río Neuquén, a 4 km de su margen izquierda (este), cerca del tercer puente que conecta con la ciudad de Neuquén.  
Al año 2019 se ubicaba a unos 3 km de la planta de urbana de la ciudad de Cipolletti (avenida de Circunvalación Arturo Illia),  separada de esta por una zona rural con algunas áreas residenciales tipo casas-quintas. Sus coordenada geográficas son 38° 53'15'' latitud sur y 68º 00'25'' longitud oeste.
El Instituto Nacional de Estadística y Censos (INdEC) la considera una localidad separada de Cipolletti, tal como otras del municipio, como Barrio María Elvira o Puente 83. En el año 2004 se publica un informe demográfico a nivel barrios sobre la base de la zonificación municipal que dividía la ciudad de Cipolletti en 37 barrios urbanos, sin considerar a Ferri dentro de ellos.
En el año 2013 se publica la ordenanza 203 sobre calles de la zona rural y urbana y, en sus planos Anexos, Ferri comienza ser considerado un barrio urbano.   
En el Código de Planeamiento Urbano y Rural de Cipolletti, Ferri tiene asignada un zona limitada: 
- al norte, por el límite entre el ejido de Cipolletti y el de Cinco Saltos, que coincide con una calle rural y un canal de riego.
- al este, por la vía férrea hasta Barda del Medio, hoy en desuso, que coincide con un canal de desagüe, que la separa del barrio rural Santa Marta.
- al sur, por la calle rural Hugo Rimele, que la separa de la parte rural del barrio San Jorge.
- al oeste, por la Ruta Nacional 151, que la separa del barrio rural Cinco Esquinas.

Esta zona tiene un área total de 1250 ha, de las cuales 105 ha son urbanas, residenciales o reservadas para urbanizar y las restantes 1145 ha son de uso rural exclusivo.

## Toponimia
El nombre se debe a Enrico Ferri, italiano, abogado y estudioso de la sociología criminal de renombre internacional. También fue diputado en su país por el Partido Socialista. Era amigo de Luis Casterás, dueño de la estancia La Alianza, cuya extensión ocupaba el actual barrio. Ferri visitó Argentina en 1908 y 1910. En este último año, su estadía en Argentina se extendió entre agosto y octubre. En esta oportunidad visitó varias localidades del interior de país y, sobre todo, el río Negro, desde Viedma hasta Neuquén.

## Historia
Cerca de donde actualmente está la localidad de Ferri, existía una finca de más de mil hectáreas llamada La Alianza, perteneciente a un estanciero llamado Luis J. Casterás. Dicha finca tenía ganado bobino, tambo, frutales, vid y una pequeña bodega.   
En marzo de 1910, y con motivo de la inauguración de los trabajos del dique sobre el río Neuquén, hoy llamado Ingeniero Ballester, La Alianza fue visitada por el entonces presidente José Figueroa Alcorta, el ministro de Obras Públicas Ezequiel Ramos Mexía y el que sería presidente meses más tarde, Roque Sáenz Peña.  
Para la construcción del dique, la empresa Ferrocarril del Sud tendió una vía férrea entre las estaciones Limay (hoy Cipolletti) y "El Campamento" (hoy Barda del Medio). La línea fue inaugurada en junio de 1910. La primera estación al norte de la actual Cipolletti quedaba en el kilómetro 1195 (por su distancia a la Estación Constitución de [[Buenos Aires])) y se construyó en tierras de La Alianza. Fue librada al servicio público en marzo de 1911 y, por pedido de Casterás, se denominó Estación Ferri.
En 1924 el ferrocarril tenía cinco servicios semanales con parada en Ferri.
El 22 de octubre de 1931 nace la escuela primaria (hoy N.º 36 «Antonio Lamolla»). Inicialmente funcionaba en la finca La Alianza y su primer director fue Fausto Agúndez. En 1972 la escuela se trasladó a un edificio propio, donde funciona actualmente. En 2013 se realizó una ampliación edilicia y al año 2015 asistían a ella 320 alumnos.
En 1969 se instala a la vera del barrio una planta industrial de la empresa Sociedad Cementos Armados Centrifugados (SCAC), con sede en Buenos Aires. La planta producía postes para líneas eléctricas, caños y paneles para casas prefabricadas, todo en hormigón armado premoldeado. En su mejor época trabajaban en ella más de 200 operarios. La planta local cerró en el año 1982. En la actualidad, las instalaciones se encuentran en un estado de deterioro visible. De todos modos, en 2003 se evaluó la posibilidad de reabrirla.
El casco urbano histórico consistía en 8 cuadras adyacentes al predio de la estación de ferrocarril. Con las privatizaciones de la década de 1990 y el cierre de los servicios ferroviarios la estación de tren queda en desuso y con el tiempo aparecen viviendas en dicho predio y la vía férrea es usada como calle. El 22 de junio de 2001 se inaugura el nuevo centro comunitario del barrio y sede de la junta vecinal en un viejo galpón perteneciente a las instalaciones ferroviarias, que es reacondicionado para su nuevo uso. A esa fecha había 42 viviendas en el predio ferroviario y fueron regularizadas legalmente.
El 2 de mayo de 2009, un grupo de casi 200 familias realizan una toma ilegal de las tierras que se encuentran hacia el oeste de la calle San Luis que, desde hacía mucho tiempo, estaban abandonadas y que pertenecían a la empresa Lamolla SRL. Luego de limpiar el terreno comenzaron a autoconstruir sus casas. Al mismo tiempo organizaron los trabajos de agrimensura, de redes eléctricas y de agua potable. Al año 2013, este sector, que empieza a denominarse Nuevo Ferri, estaba constituido por 341 familias; sus viviendas construidas en materiales seguros, con acceso al agua potable y un acceso a electricidad deficiente.
En los años en que se estaba gestando la toma que finalmente dio origen a Nuevo Ferri, y en un intento del gobierno para desactivarla, se anunció un plan de viviendas en el barrio. En noviembre de 2013 fue firmado un convenio para un plan de 64 viviendas. Las viviendas fueron entregadas en diciembre de 2014.

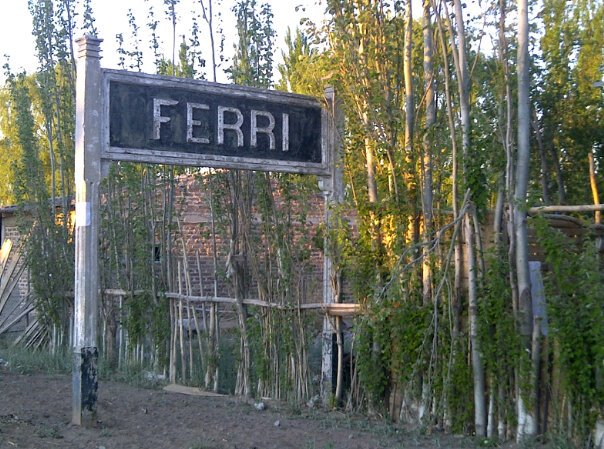
Cartel ferroviario.

## Demografía
El censo 2022 registró una población de 1884 habitantes que se repartieron entre 957 hombres y 927 mujeres. Sin embargo, las cifras obtenidas fueron estimativas solo teniendo en cuenta a la población en viviendas particulares; es decir, excluyendo del dato a la población institucional y las personas sin hogar. Gracias a este censo también fue posible conocer su densidad y tamaño urbano.
| Población de la localidad |
|                           |
| Fuentes:                  |

En julio de 2015 fue publicado un revelamiento de familias en asentamientos irregulares realizado por el diario regional Río Negro, sobre datos oficiales y propios. Además, el informe incluía la cantidad de población suponiendo 5 personas por familia. Para las zona de Ferri ubica dos zonas: 
| Nombre/zona  | Superficie (ha) | Familias |
| ------------ | --------------- | -------- |
| Nuevo Ferri  | 16,5            | 350      |
| Vías Férreas | 4,7             | 100      |

## Vías de comunicación

### Caminos
Actualmente Ferri posee una calle que la conecta con Cipolletti, la calle San Luis, y también mantiene varios accesos a la ruta 151.

### Medios de transporte
El ramal 3 de la empresa de transporte público Pehuenche SA de Cipolletti comunica Ferri con la vecina ciudad. En 2009, vendía 20 500 pasajes comunes por mes (sin contar escolares)